# Laguna de Duero (laguna)
La Laguna de Duero era una salina que se encontraba en el término de Laguna de Duero (Valladolid) que fue desecada finalmente en 1972, salvo una pequeña laguna que se conserva en el centro del pueblo actual. Tiene un volumen de unos 3000 m³.

## Historia

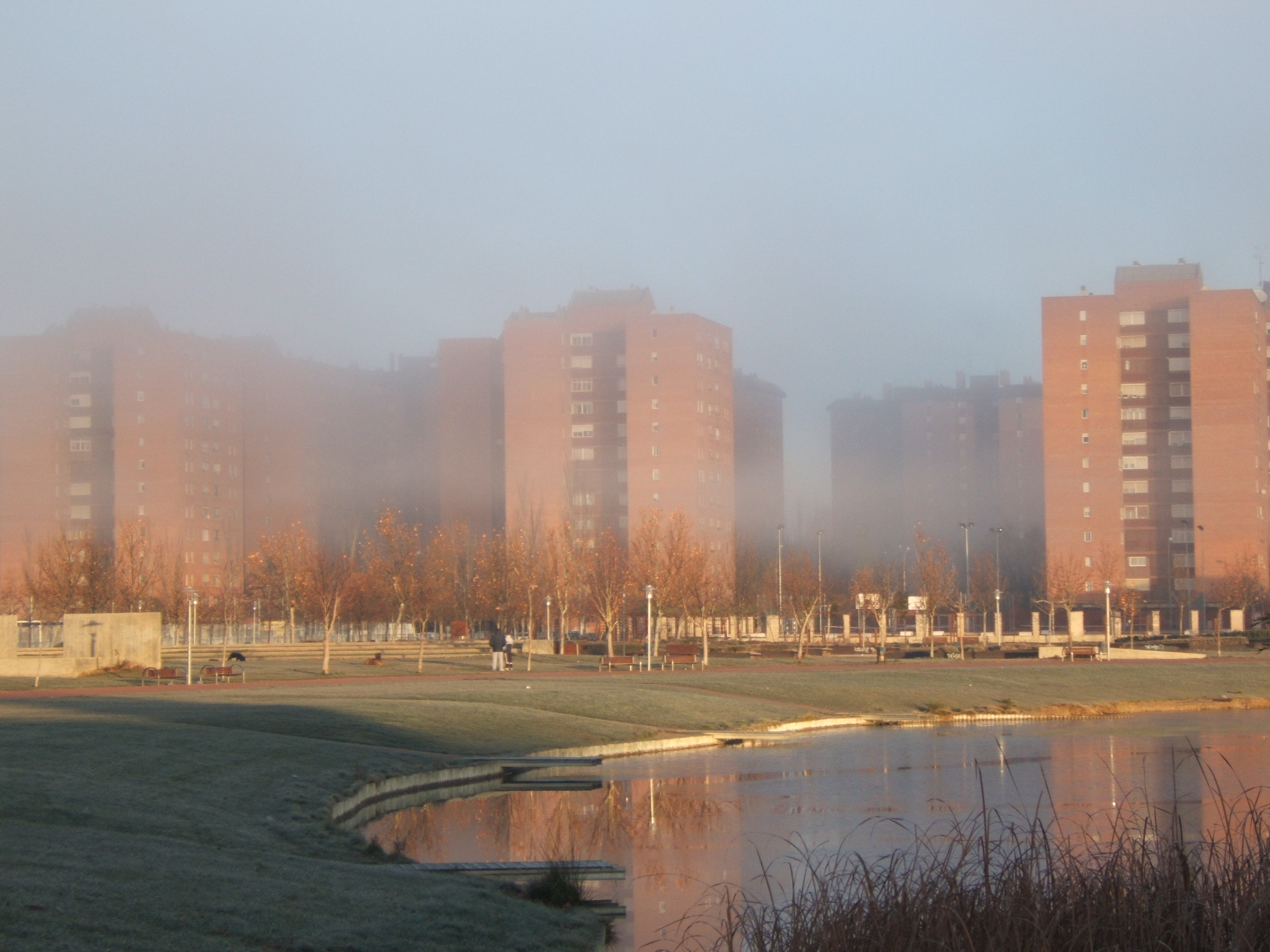
El clima del lago son con inviernos duros y fríos y los veranos secos, produciéndose oscilaciones térmicas anuales extremadas, con abundancia de nieblas. Imagen del invierno 2005-2006.

Se tiene conocimiento de la existencia de la laguna desde el siglo XI. La sal que se extraía de ella fue una importante actividad económica en la Edad Media, pues se utilizaba para curtir pieles. A partir del siglo XVIII pertenecieron a la Corona. A partir del siglo XX, careciendo completamente de la conciencia ecológica que impera actualmente, se empieza a pensar en desecar la laguna ante su falta de utilidad y los problemas que venía causando a la población con sus crecidas. En 1862 se presenta un primitivo proyecto para desecarla, que no llegó a producirse.
Se decide desecar en 1916, aunque no pudo llevarse tampoco a cabo. Finalmente, el Ayuntamiento decide sacar a pública subasta los terrenos en 1968, quedando desierta esta, y siendo adjudicados directamente por 56.300.000 ptas a abonar en 6 años por la sociedad mercantil Duelago S.A. con la intención de desecar la laguna y ejecutar la urbanización de la zona construyendo una urbanización de pisos con distintos y novedosos planteamientos arquitectónicos para la época que jamás se llevaron a cabo y terminó con agrios enfrentamientos entre los socios. Finalmente la sociedad acabaría vendiendo los terrenos a Valladolid-Dos S.A y esta deseca la laguna el 17 de mayo de 1972. En 1976, la promotora alicantina Calpisa S.A compra Valladolid-Dos-S.A. construyendo a partir de 1977 la urbanización Torrelago de más de 6000 viviendas distribuidas en torres de 12 plantas anexas entre sí, urbanizando y dotando la zona con accesos viarios, carreteras, depuradora de agua potable y residual, colegio, club social, zonas verdes, subestación eléctrica propia y hasta camión de recogida de basuras.
A partir de mediados de los años 80 se empezó a urbanizar con un paseo y se adecentó el entorno del lago, creando poco a poco la zona verde y recreativa por excelencia de Laguna de Duero desde hace mucho tiempo, con zonas verdes, parques, fuentes, campos de fútbol de distintos tipos y diversos parajes.
Aunque la laguna se desecase, sigue teniendo dos manantiales de agua salada y uno de agua dulce, así que se construyó un colector con un poder de desagüe de 22.050m³, donde eran evacuadas las aguas residuales de la urbanización, pero también las que rebosaban del pequeño lago que se dejó testimonialmente y actúa como elemento regulador de los caudales freáticos. Este colector iba a dar a una EDAR cercana al Duero construida ex profeso donde se depuraban las aguas residuales antes de su vertido al cauce del río. En marzo de 1981, el Ayuntamiento argumentando altos costes energéticos para su mantenimiento clausura la planta. Desde entonces, Laguna de Duero estuvo lanzando todas sus aguas residuales al río Duero sin tratar, hasta octubre de 2015, fecha en que se conectó a la EDAR de Valladolid.

## Galería

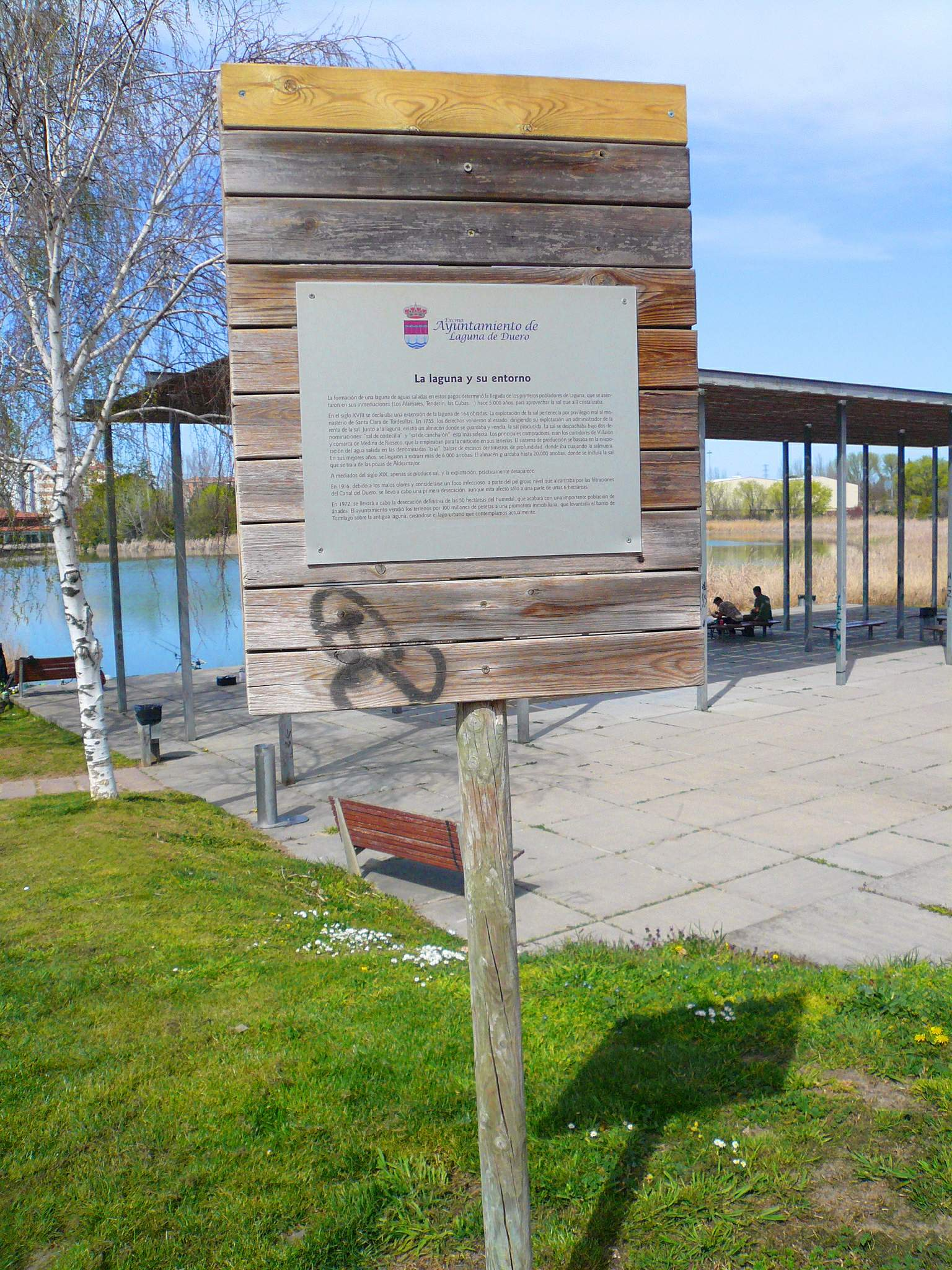
Cartel
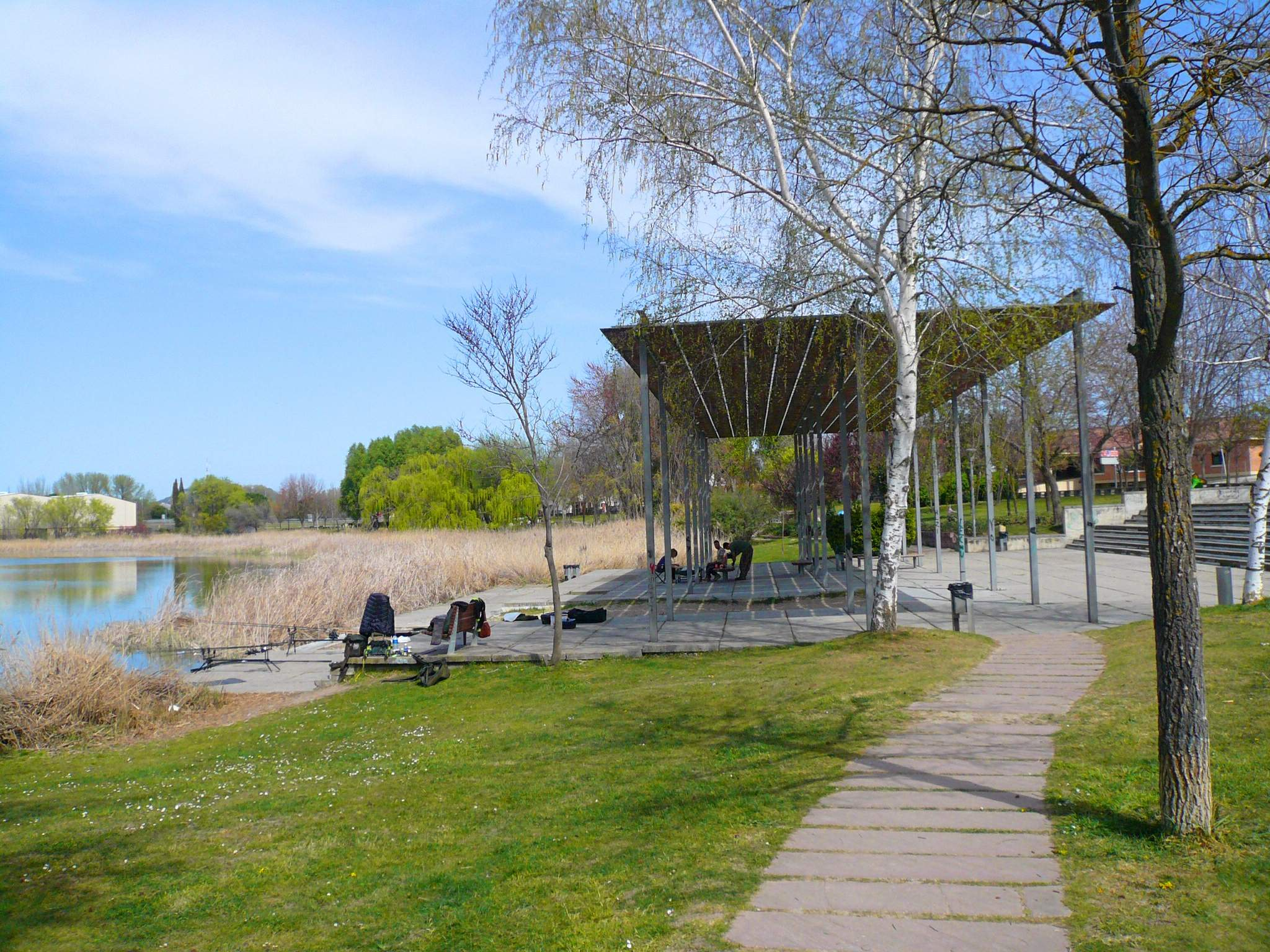
Mirador
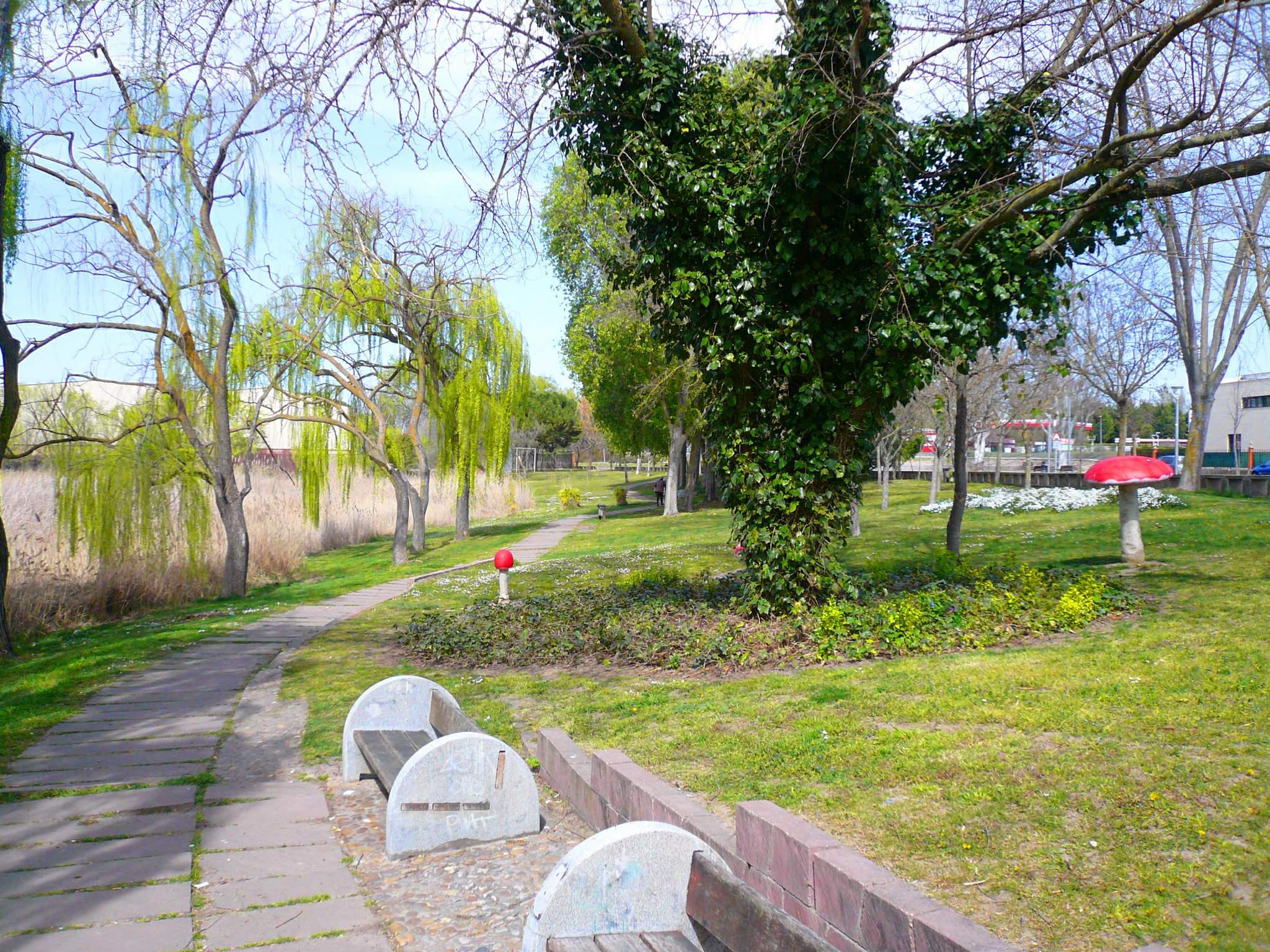
Alrededores del lago
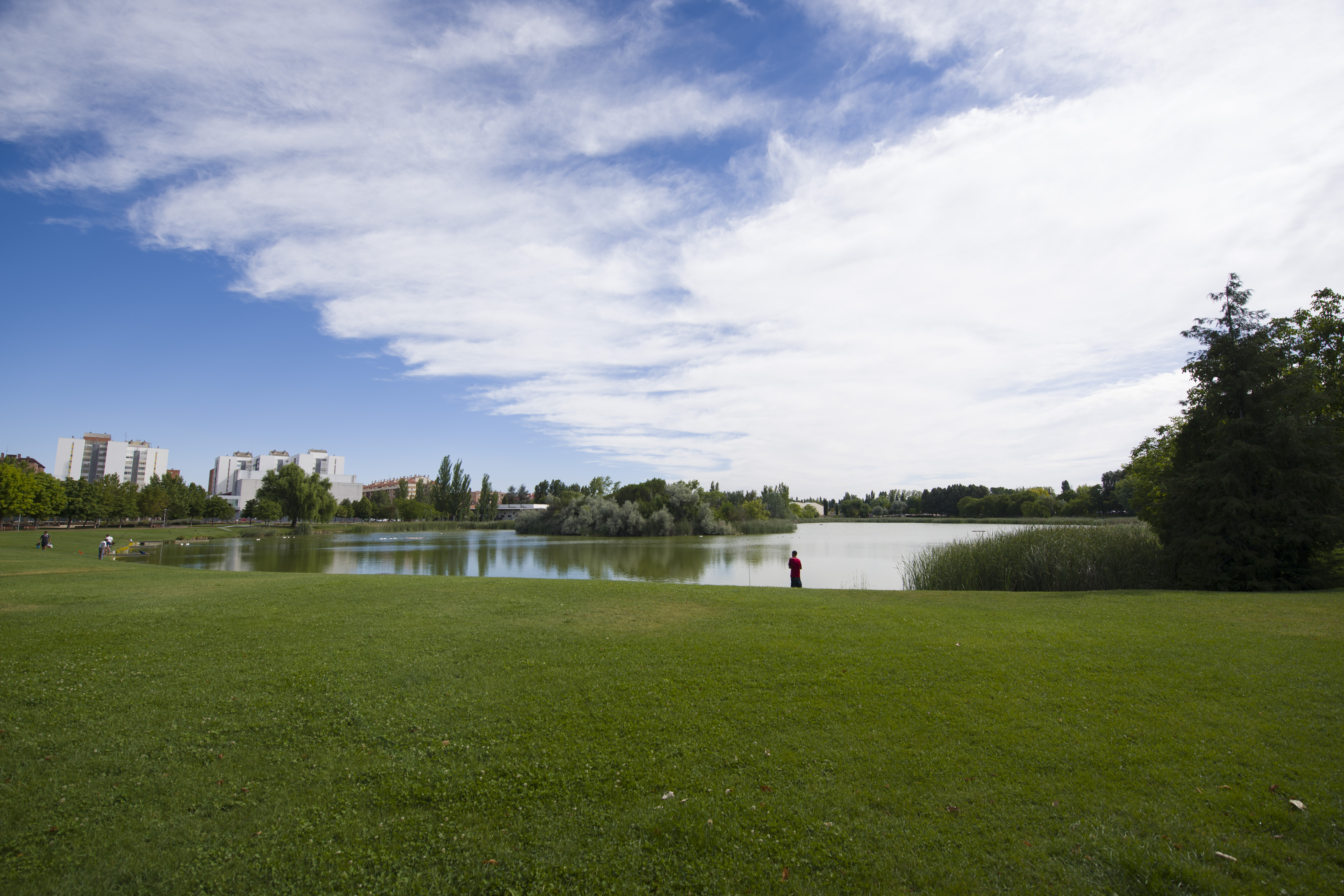
El lago en 2015
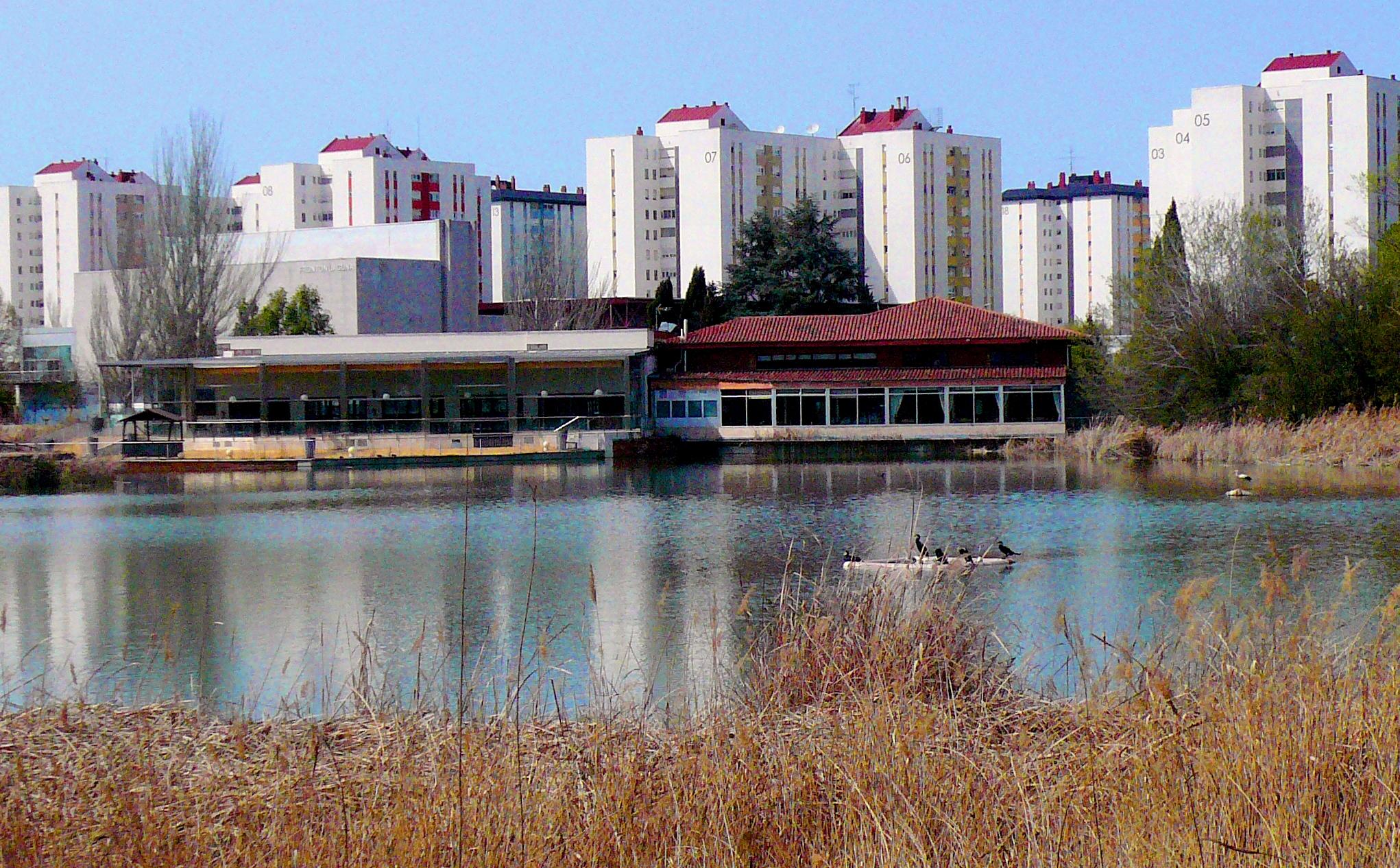
El lago en 2021